# Province Unite del Centro Italia
Le Province Unite del Centro Italia, conosciute anche come Confederazione del Centro Italia o Governatorato Generale del Centro Italia, sono state un'autorità civile e militare di breve esistenza, satellite del Regno di Sardegna, la cui funzione era quella di coordinare e sovraintendere all'operato dell'Amministrazione dittatoriale dell'Emilia e della Romagna di Luigi Carlo Farini, frutto dell'unione del Ducato di Parma, del Ducato di Modena, della regione pontificia della Legazione delle Romagne e del Governo provvisorio della Toscana di Bettino Ricasoli, succeduto al Granducato di Toscana.

## Storia
Il 10 agosto 1859 i governi rivoluzionari degli stati di Toscana, Parma, Modena e delle Legazioni si diedero un'organizzazione unitaria, formando una lega di carattere militare. Il comando dell'esercito fu affidato al generale Manfredo Fanti.
Il 7 novembre 1859 i quattro parlamenti regionali elessero come loro reggente Eugenio Emanuele di Savoia-Villafranca, ma Vittorio Emanuele II non poté assecondare una nomina che avrebbe troppo esposto la sua famiglia. Infatti, stando ancora agli Accordi di Plombières stipulati con la Francia, quest'ultima avrebbe chiesto una congrua contropartita per accettare il nuovo status quo e proponeva la possibilità di mantenere formalmente indipendente la Toscana sotto un Bonaparte.
In questo primo momento nelle cancellerie europee, compresa quella viennese, si valutava seriamente la possibilità di chiudere la partita concedendo Parma a Casa Savoia che, dopo la conquista della Lombardia, era divenuto un saliente nel territorio piemontese, restaurare gli Asburgo-Este a Modena, infine insediare un Bonaparte in Toscana. Il governo di Torino preferì invece attendere, puntando ad un risultato ben più cospicuo. Col consenso dei rappresentanti dei territori, il 21 dicembre venne conferito a Carlo Bon Compagni di Mombello la carica di Governatore delle Province Unite del Centro Italia, convincendo l'imperatore transalpino e il Regno Unito che tale supervisione fosse necessaria per prevenire eventuali svolte repubblicane.
Il 30 novembre 1859 Parma, Modena e la Legazione delle Romagne vennero incorporate nel Governo Reale dell'Emilia, con la denominazione di Regie province dell'Emilia, a partire dal successivo Capodanno. Nel 1860, dopo i plebisciti, Emilia-Romagna e Toscana vennero annesse formalmente al Regno di Sardegna. Per fare ciò il Regno di Sardegna fu costretto a cedere alla Francia Nizza e la Savoia con il trattato di Torino.

Bandiera per le navi mercantili e per i consolati in uso nel Governo provvisorio della Toscana